# Cytopatologia

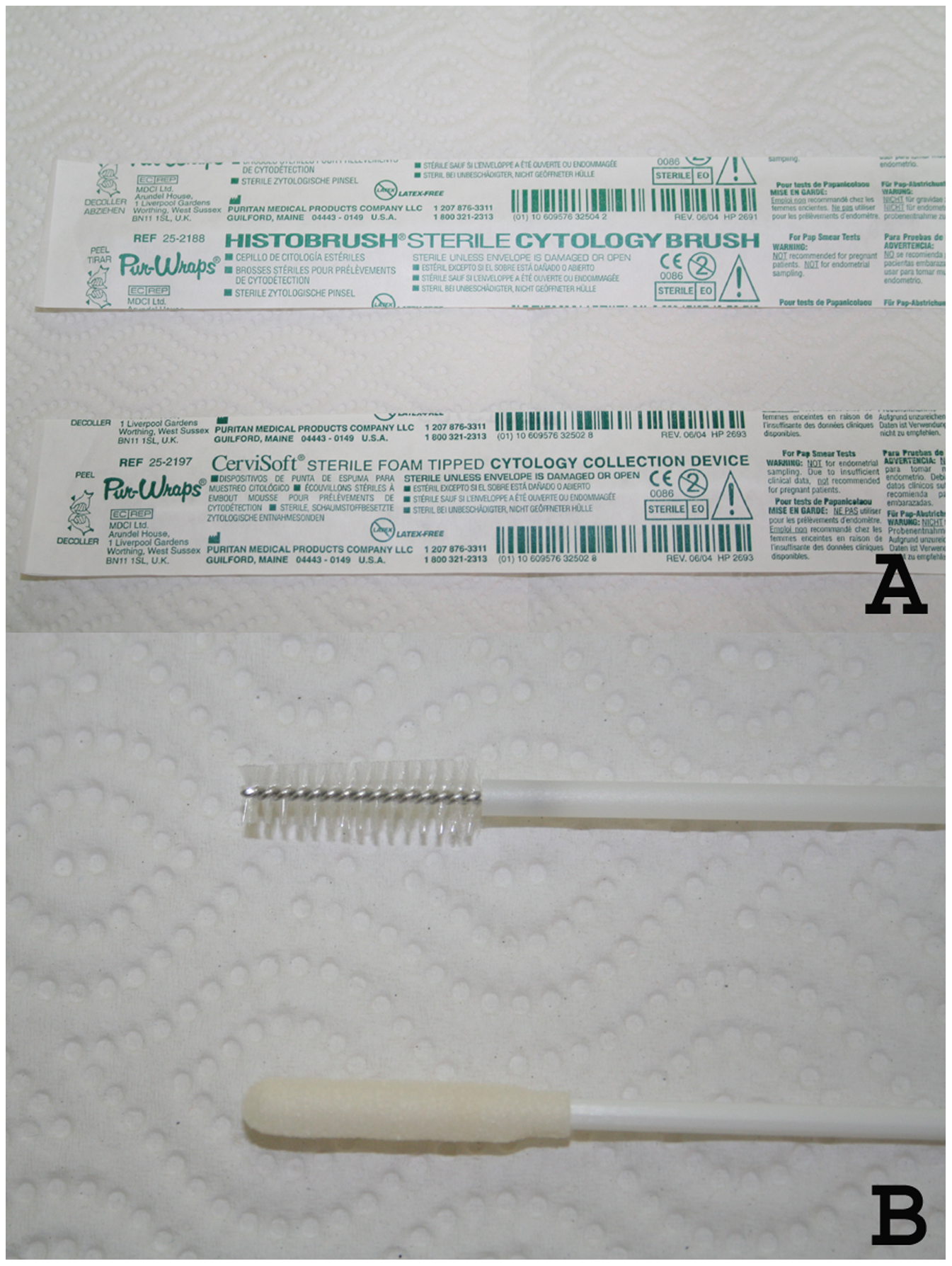
Szczoteczki stosowane do zbierania próbek poddawanych badaniom cytologicznym

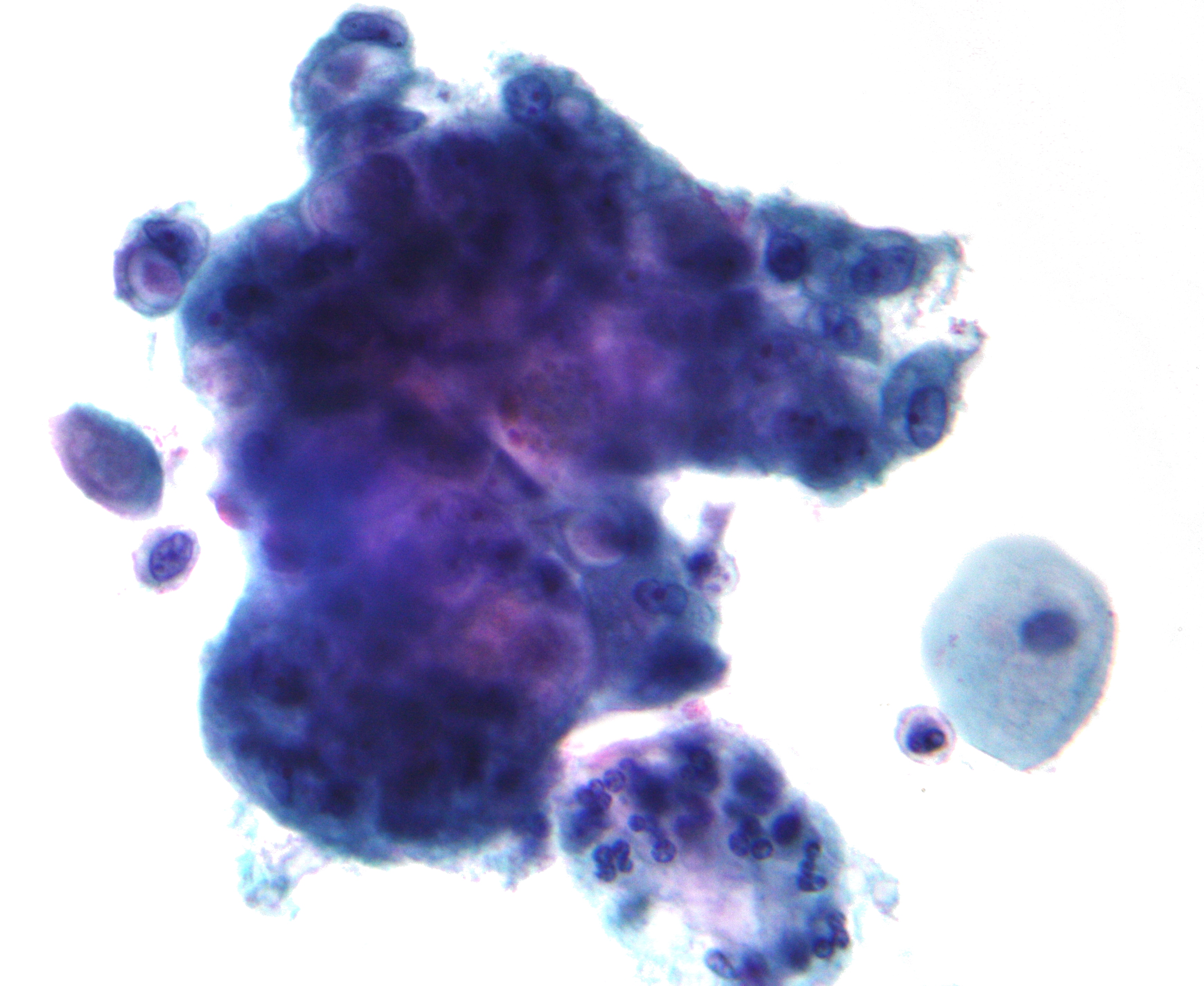
Mikrografia badania cytologicznego ukazująca gruczolakoraka

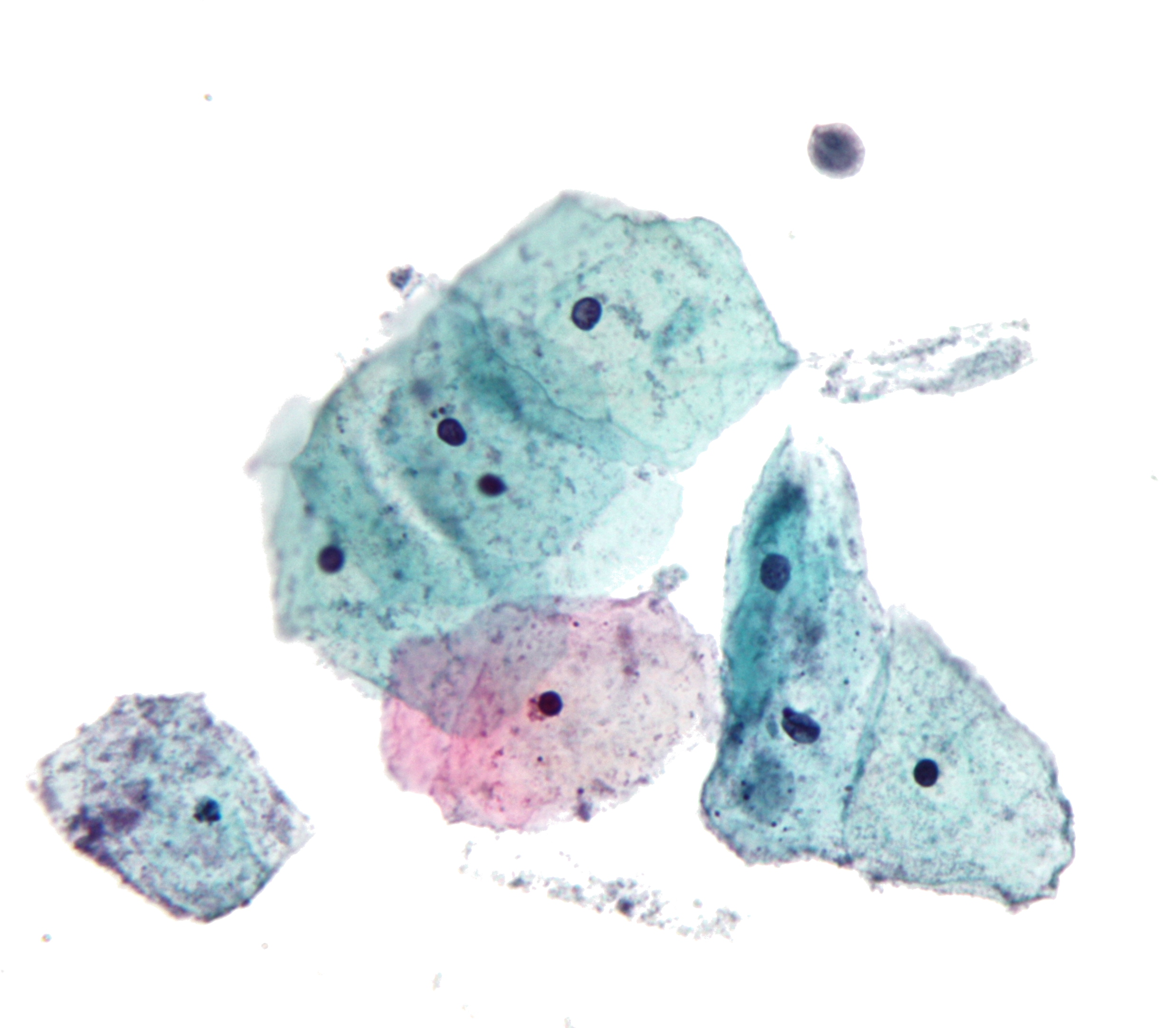
Rzęsistkowica spowodowana pasożytem Trichomonas vaginalis

Cytopatologia – metoda diagnostyczna w medycynie, polegająca na badaniu pod mikroskopem świetlnym komórek pobranych przyżyciowo.
Badanie cytopatologiczne jest wykorzystywane zwłaszcza w diagnostyce wczesnych postaci chorób nowotworowych, a także w ocenie zaburzeń hormonalnych, monitorowaniu postępu leczenia i innych.
Materiał cytologiczny może pochodzić z:
- biopsji aspiracyjnej cienkoigłowej (zabieg podobny do zastrzyku, z użyciem typowej igły iniekcyjnej i strzykawki; nakłucie badanej tkanki oraz wytworzenie podciśnienia poprzez wsteczny ruch tłoka powoduje niewielką, miejscową traumatyzację, wystarczającą do uwolnienia niewielkich grup komórek aspirowanych do światła igły; z komórek tych sporządza się preparaty cytologiczne)
- cytologii złuszczeniowej
  - wydzieliny ciała (fizjologiczne i patologiczne)
  - płyny z jam ciała i aspiraty (przy większej objętości płynu, w którym znajduje się złuszczony materiał komórkowy, jest on zagęszczany przez delikatne wirowanie lub sedymentację)
  - rozmaz, szczotkowanie (materiał uzyskany z powierzchni zmiany lub błony śluzowej, który jest bezpośrednio nanoszony na szkiełko mikroskopowe)
- preparatów miażdżonych (niewielkie strzępki tkankowe są rozcierane lub rozdrabniane bezpośrednio na szkiełku)
- preparatów odbitkowych (komórki są pozyskiwane poprzez przesuwane szkiełka podstawowego po świeżo wykonanym przekroju badanej tkanki, np. przekroju guza, węzła chłonnego)

Ocena mikroskopowa polega na analizie składu komórkowego preparatu, szczegółów cytologicznych, poszczególnych komórek, sposobu grupowania się komórek (płaty, gniazda, komórki rozproszone etc.) oraz tzw. "tła" preparatu (bakterie, składniki nieupostaciowane, wydzielina białkowa)
Zaletami badań cytopatologicznych (w porównaniu z badaniami histopatologicznymi) są:
- mała inwazyjność badania i możliwość ich powtarzania
- niewielkie koszty materiałowe
- szybkość badania
- prostota procedur laboratoryjnych (zwłaszcza pominięcie etapu bloczka parafinowego, podczas którego niszczone są niektóre substancje zawarte w komórkach np. tłuszcze, glikogen, niektóre białka, co czyni możliwe je do uwidocznienia drogą specjalnych barwień)
- dobre uwidocznienie szczegółów komórkowych

Wadami badań cytopatologicznych (w porównaniu z histopatologicznymi) są:
- niemożność oceny topografii tkankowej (wzajemnego położenia komórek, włókien, naczyń, etc)
- trudności w ocenie ilościowej obrazu mikroskopowego,
- czasochłonność przy ocenie preparatów cytopatologicznych, wymagająca dużej skrupulatności, wnikliwości i spostrzegawczości od oceniającego (powoduje mniejszą wydajność oceniających wynikającą m.in. ze znużenia i zmęczenia wzroku)
- mała liczba wykwalifikowanych specjalistów umiejących wiarygodnie oceniać niektóre typy preparatów (konieczność posiadania dużego doświadczenia przez cytopatologa przy ocenie niektórych materiałów),
- mniejsza objętość próbki (nie zawsze).

Okoliczności te powodują, że w przypadkach wątpliwych, ocena cytopatologiczna powinna być potwierdzona badaniem histopatologicznym, które umożliwia ocenę większej liczby szczegółów obrazu mikroskopowego.